# Чёрное пиво
Чёрное пиво (нем. Schwarzbier) — сорт пива низового брожения, что, как следует из названия, характеризуется очень темным, почти чёрным, цветом. Происходит из Германии и сейчас[когда?] является самым популярным видом тёмного пива в этой стране. Также производится в нескольких других странах мира, где в основном имеет собственные локальные названия, в частности в Чешской Республике (чеш. černé), Испании и странах Латинской Америки (исп. cerveza negra), США (англ. black lager).

## Характеристика
Современное чёрное пиво производится по технологии низового брожения, то есть относится к лагерам. Темный цвет напитка достигается использованием темного ячменного солода, получаемого путём поджарки пророщенного ячменного зерна. Использование такого солода придает пиву сухой «жареный» привкус, который, однако, обычно менее ощутим, чем в черных элях (стаут). Отличается от стаута также менее насыщенным цветом и менее ощутимой хмельной горечью, которая для традиционного чёрного пива характеризуется как «умеренная».
Цвет (по SRM) — 17-30, горечь (по IBU) — 22-32.

## История
Исторически чёрное пиво было одним из первых сортов пива, возникших на немецких землях, поскольку эффективные технологии производства светлого пива появились лишь в XIX веке. До этого времени пивоваренный солод получали в основном с помощью открытого огня, в результате чего он имел тёмную окраску и ощутимый жареный (или копчёный, как в случае копчёного пива) привкус. Первые образцы чёрного пива производились по технологии верхового брожения, позже, с изобретением и популяризацией низового брожения, чёрное пиво стало производиться по этой технологии.
Первым письменным упоминанием о чёрном пиве обычно считают документ 1543 года, в котором упоминается этот вид пива, который производился в то время в городке Бад-Кёстриц в Тюрингии. Местная пивоварня до сих пор остается производителем одного из самых известных образцов чёрного пива, Köstritzer.
Традиционно основная часть производства чёрного пива в Германии была сосредоточена в восточной части страны, в Тюрингии и Саксонии, которые в 1949 отошли к ГДР. Поэтому существующая на сегодня общегерманская популярность чёрного пива начала восстанавливаться лишь с воссоединением страны в 1990 году. После этого на чёрное пиво обратили внимание и пивовары других стран Западной Европы и Северной Америки, которые создали собственные разновидности этого напитка.